# Primasso
Primasso, grammatico e poeta parigino di grande fama, è il protagonista di una novella contenuta nella settimana novella della giornata I del Decameron di Giovanni Boccaccio.
La novella di Primasso è narrata dal Bergamino a Cangrande della Scala come esempio chiarificatore di come l'improvvisa avarizia di un grande signore sia insensata e talvolta molesta per gli altri.
Primasso infatti, decide di provare la proverbiale ospitalità dell'abate di Cluny (un luogo comune che, con quello della ricchezza dell'abbazia borgognona, era molto diffuso nel medioevo). Quando l'abate lo vede seduto alla sua mensa, senza riconoscerlo, si fa prendere da un'improvvisa avarizia e vietò di servire il pasto finché questo ospite indesiderato non se ne fosse andato. Non arrivando i pasti Primasso inizia a mangiare i tre pani che aveva con sé; arrivato al terzo l'abate si incuriosisce della sua cocciutaggine e si pente della propria avarizia insensata: dopo aver fatto servire il pranzo viene a sapere dell'ospite illustre e lo ricopre di doni.
Analogamente fece poi Cangrande con Bergamino.